# صميم مثالي
في الرياضيات، في مجال نظرية الزمر، الصميم المثالي أو الراديكالي المثالي (بالإنجليزية: Perfect core)‏ في أية مجموعة هي مجموعته الفرعية المثالية الأكبر. 
وجوده مضمون بواسطة الحقيقة بأنّ المجموعة الفرعية تولّد من قبل عائلة مجاميع فرعية مثالية ثانية هي أيضاً مجموعة فرعية. 
إنّ الصميم المثالي أيضاً هو النقطة حيث تكون سلسلة اشتقاق transfinite مستقرة لأيّ مجموعة.
إنّ خارج قسمة مجموعة س على صميمه المثاليِ يكون( hypoabelian ) ويُدعى (hypoabelianization) س .